# Plewiska
Plewiska is een dorp in de Poolse woiwodschap Groot-Polen. De plaats maakt deel uit van de gemeente Komorniki en telt 3501 inwoners.